# Circ de Litor
El circ de Litor és un paratge natural dels Pirineus situat a la vall de l'Ouzom, al límit entre els Alts Pirineus i els Pirineus Atlàntics. El nom deriva de lit (en occità: allau), aquest nom va designar al llarg del temps una zona natural encara més estesa. En un origen el topònim Litor designà la paret calcària i els pendents que dominen al sud les pastures de Cap d'Ouzom, al territori d'Arbiost. El 1860 els topògrafs que traçaven el tram de la ruta termal dels Pirineus entre Aigas Bonas i Argelèrs de Gasòst van donar el nom de circ de Litor al lloc que comprenia el penya-segat i els pendents amb arbres. Actualment el nom de circ de Litor es fa servir per anomenar la zona de pasturatge d'estiu del municipi d'Arbiost. Alguns documents moderns fan estendre aquesta denominació a una zona més gran, el circ i l'altiplà de Litor juntament amb les zones de pastura d'Arbiost i amb terrenys del municipi de Biost, a la riba esquerra del riu Ouzom.